# Rennè Toney
Rennè Toney, a volte Rene (...), è una culturista brasiliana, bodybuilder donna.

## Formazione e record
Toney ha ufficialmente i bicipiti più grandi di qualsiasi altra donna al mondo. Nel febbraio 2006, i bicipiti sono stati misurati all'Expo dell'Arnold Classic. Le misure ufficiali riportate sono di 51 cm di larghezza per il suo bicipite destro e di 51,4 cm per il bicipite sinistro. Ha ottenuto il suo fisico dopo 20 anni di allenamenti.
Le sue statistiche:
- Altezza: 1,73 m
- Peso: 97 kg
- Bicipite destro: 51 cm
- Bicipite sinistro: 51,4 cm
- Polpacci: 48 cm

## Storia delle competizioni
- 1998 NPC Palm Springs Muscle Classic - 2 °
- 2002 2002 World Physique Federation Pro Ms. Olympia Cup II - Champion
- 2004 World Physique Federation Pro Ms. Universe - Champion
- 2005 NABBA Ms. World - 6th